# 喷雾
喷雾是指分散在气体中的大量液滴。形成喷雾的过程称为喷雾化。喷雾喷嘴可以用来产生喷雾。喷雾的两个主要用途是在界面上分布材料以及产生具有液态表面的区域。在数千种应用中，喷雾使得材料得以有效利用。为了选择适当的技术和最优的设备和尺寸，了解喷雾特性很重要。